# Maritreminoides nettae
Maritreminoides nettae är en plattmaskart. Maritreminoides nettae ingår i släktet Maritreminoides och familjen Microphallidae. Inga underarter finns listade i Catalogue of Life.